# Kavkazski plénnik (Cui)
El presoner del Caucas (en rus: Кавка́зский пле́нник, Kavkazski plénnik) és una òpera en tres actes amb música de César Cui i llibret de V.A. Krilov basat en el poema El presoner del Caucas d'Aleksandr Puixkin. Composta entre 1858 i 1882, es va estrenar el 4 de febrer de 1883 sota la direcció d'Eduard Nápravník al Teatre Mariïnski de Sant Petersburg.
L'òpera es va veure precedida en l'escenari rus pel ballet del coreògraf Charles Didelot de 1825.

## Personatges
| Personatge                | Tessitura    | Repartiment de l'estrena, 4 de febrer de 1883 (Director: Eduard Nápravník) |
| ------------------------- | ------------ | -------------------------------------------------------------------------- |
| Kazenbek                  | baix         | Fiódor Stravinski                                                          |
| Fatimà, la seva filla     | soprano      | M. A. Slàvina, F. N. Belínskaia                                            |
| Mariam, la seva amiga     | mezzosoprano | N. A. Fride                                                                |
| Abubéker, marit de Fatimà | baríton      | I. P. Priànixnikov                                                         |
| Fekherdin, un mul·là      | baix         | M. M. Koriakin                                                             |
| Un presoner rus           | tenor        | M. D. Vassíliev                                                            |
| Primer circassià          | tenor        |                                                                            |
| Segon circassià           | baríton      | V. F. Sóbolev                                                              |
| Segon mul·là              | tenor        |                                                                            |